# Secuestros durante la Guerra Israel-Gaza (2023-presente)
El 7 de octubre de 2023, como parte del ataque sorpresa a Israel al comienzo de la guerra en Gaza, militantes del grupo paramilitar Hamás secuestraron a unas 251 personas, incluido unos 30 niños, trasladándolas a la Franja de Gaza. La mayoría de los cautivos eran civiles israelíes, con un número menor de soldados y ciudadanos extranjeros.

A fecha de 3 de septiembre de 2024, de los 251 rehenes secuestrados, cuatro fueron liberados unilateralmente por Hamás al principio de la guerra; 105 fueron liberados mediante negociaciones en un intercambio por presos palestinos a finales de noviembre; ocho rehenes han sido rescatados con vida en operaciones especiales del ejército israelí; 34 rehenes han sido recuperados muertos en diversas operaciones; tres rehenes murieron por disparos del ejército israelí después de haber escapado de sus captores, y otros tres en un bombardeo israelí que trataba de asesinar a un líder de Hamás. Por lo tanto, a comienzos de septiembre, 97 rehenes seguían aún en la Franja de Gaza, de los que 33 habían sido dados por muertos por las autoridades israelíes.

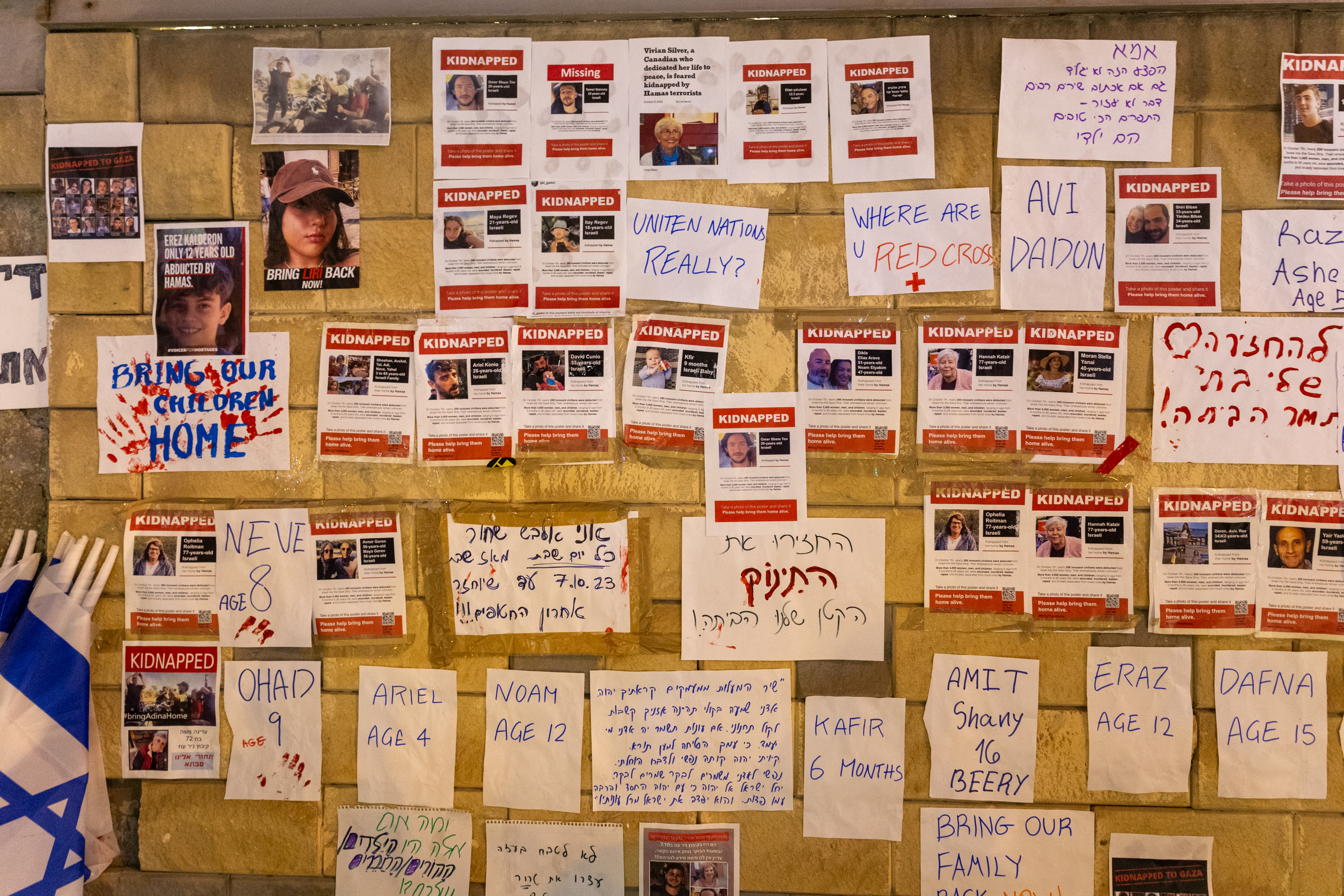
Carteles en Tel Aviv pidiendo el regreso de los rehenes israelíes en Gaza

## Secuestros

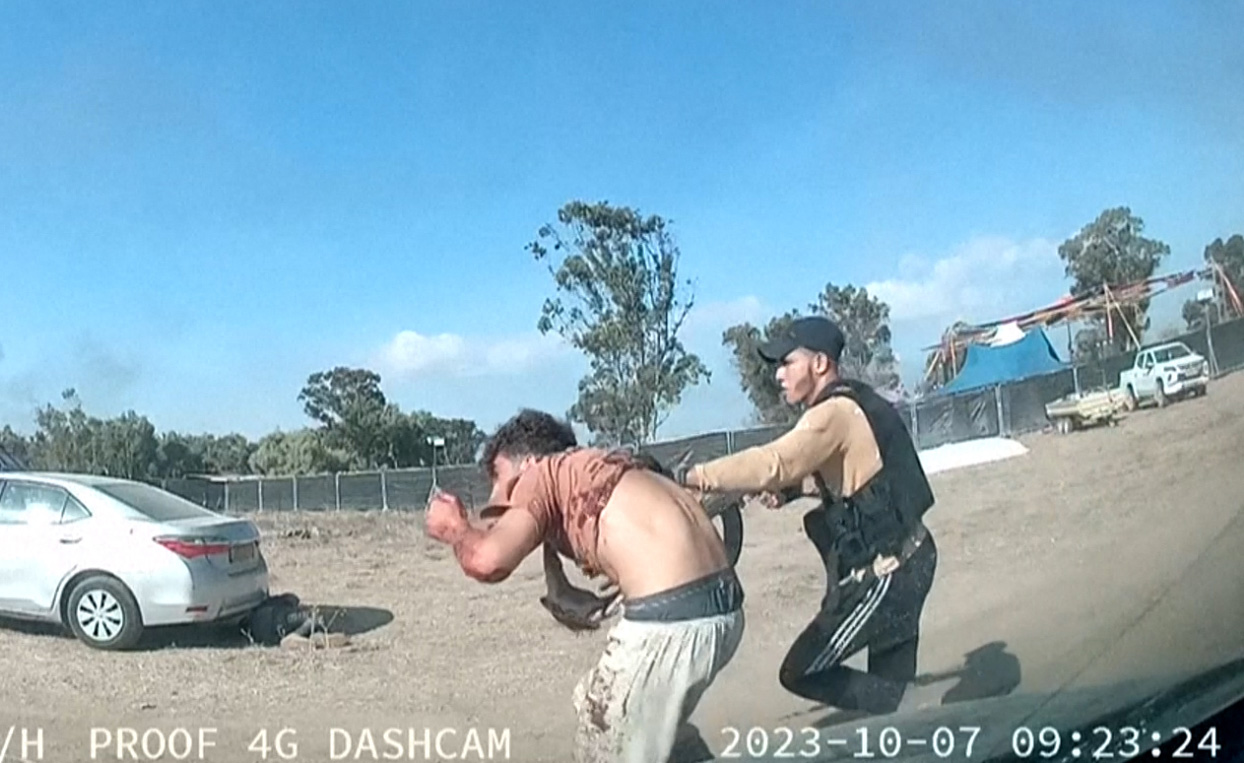
Un atacante de Hamás llevando a un hombre durante la masacre del festival de música de Re'im.

En la mañana del 7 de octubre de 2023, alrededor de las 6:30 a. m. (IST), diversas milicias palestinas encabezadas por Hamás lanzaron un ataque contra Israel desde múltiples sitios en su frontera con la Franja de Gaza. El ataque incluyó infiltración terrestre y motorizada en territorio israelí, ataques a bases de las Fuerzas de Defensa de Israel e intercambios de disparos con fuerzas de seguridad. Hubo diversas masacres y ataques contra civiles israelíes, tomas de asentamientos y de instalaciones militares. El ataque terrestre estuvo precedido y respaldado por el lanzamiento masivo y sostenido de miles de cohetes.
En la ola inicial de ataques, los milicianos palestinos secuestraron tanto a civiles como a militares, que fueron trasladados a la Franja de Gaza. Según declaraciones de Hamás y de la Yihad Islámica Palestina, alrededor de 130 civiles y soldados fueron secuestrados durante el ataque a los asentamientos de la periferia de Gaza. Un análisis de vídeo de The Washington Post mostraba que algunos de los rehenes fueron ejecutados y desmembrados durante su captura.
Muchos de los secuestrados eran ciudadanos extranjeros, entre los que se incluían ciudadanos de Argentina, Alemania, Rusia, Reino Unido y Estados Unidos. También fueron secuestrados once ciudadanos tailandeses que trabajaban en invernaderos en la periferia de Gaza. Nepal confirmó que diecisiete de sus ciudadanos fueron secuestrados, diez de ellos en Alumim. Al menos un filipino fue secuestrado.
Shani Louk, una mujer germano-israelí secuestrada en medio de la masacre del festival de música de Re'im, fue una de las imágenes más famosas al hacerse público un vídeo de milicianos palestinos mostrándola en la caja de una camioneta mientras estaba semidesnuda e inconsciente. Aunque inicialmente se había informado de que había sido asesinada el día del ataque, la madre de Louk publicó más tarde un video diciendo que había visto pruebas de que estaba viva en el hospital en condición crítica, al tiempo que exigía que el gobierno alemán actuara rápidamente para recuperarla. Otro caso de secuestro que se hizo muy famoso fue el de Avinathan Or y Noa Argamani, quienes también participaban en el festival de música de Re'im. Ambos fueron filmados mientras los atacantes los llevaban a la Franja de Gaza, y después se hicieron públicos los mensajes de WhatsApp que habían enviado pidiendo ayuda desde su escondite a partir de las 8:10 a. m. Las imágenes, que mostraban a Argamani siendo llevada en una motocicleta mientras buscaba a Or, quien era conducido por sus captores a pie, se volvieron virales en las redes sociales. Las imágenes tomadas por Associated Press también mostraron el secuestro de una anciana no identificada. Al menos 64 de los secuestrados fueron grabados en vídeo mientras estaban siendo capturados y trasladados.
Entre los 251 secuestrados se encontraban al menos 30 niños, el más joven de los cuales tenía 10 meses de edad. El 13 de octubre, Hamás publicó un vídeo de niños secuestrados en el que un miembro de Hamás le decía a un niño rehén «di 'bismillah' (en el nombre de Alá)» antes de beber un vaso de agua, y el niño repetía «bismillah». En otro vídeo aparecía un miembro de Hamás vendándole el pie a un niño capturado. El 14 de octubre, Hamás afirmó que nueve secuestrados habían muerto en un período de 24 horas debido a ataques aéreos israelíes.

## Intercambios, rescates y muertes
- 7 de octubre de 2023, durante el ataque de Hamás a diversas comunidades israelíes en la frontera gazatí, un grupo de milicianos palestinos se hicieron fuertes en una vivienda de Beeri con un grupo de rehenes. Al llegar al lugar, el general de brigada Barak Hiram ordenó a uno de sus tanques disparar directamente contra el lugar donde se encontraban los rehenes, lo que ocasionó la muerte de doce de ellos.[28][29] Ese mismo día, un helicóptero de la fuerza aérea israelí israelí disparó contra una camioneta que transportaba a milicianos palestinos y rehenes israelíes, matando a varios de los milicianos y a la rehén Efrat Katz, de 68 años de edad.[30]

Unos cincuenta rehenes fueron liberados en Beeri por el ejército israelí durante las batallas resultantes de la Operación Inundación de Al-Aqsa, mientras que otros dos fueron liberados en Ofakim.
- Noviembre de 2023: los rehenes Nik Beizer, Ron Sherman y Elia Toledano murieron por emanación de gases tóxicos tras un bombardeo israelí.[32]

- 24 de noviembre de 2023, un alto el fuego que comenzó el 24 de noviembre y duró hasta el 30 del mismo mes supuso la liberación de 105 rehenes de Hamás (81 israelíes, 23 tailandeses y un filipino)[33] a cambio de 240 presos palestinos (107 niños y 133 mujeres), de los que tres cuartas partes estaban en la cárcel sin condena.[34]

Al comienzo del conflicto, Hamás ofreció la liberación de todos los secuestrados a cambio de la puesta en libertad de todos los presos palestinos en cárceles israelíes, algo a lo que Israel se negó. Según The Wall Street Journal, poco después de los secuestros, negociadores árabes ofrecieron a Yahya Sinwar el exilio de la Franja de Gaza a cambio de ceder a Egipto las negociaciones para la liberación de los rehenes israelíes. Este medio afirma que Sinwar rechazó la propuesta, puesto que aspiraba a extender el conflicto al resto de la región.
- 8 de diciembre de 2023, un comando israelí asaltó un escondite de Hamás en el que esperaba encontrar a una rehén en una habitación separada de sus captores. Sin embargo, la información resultó ser deficiente, pues quien se hallaba allí era el rehén Sahar Baruch, que murió abatido en el tiroteo. Su cuerpo sigue aún en la Franja de Gaza.[37]

- 14 de diciembre de 2023, la aviación israelí bombardeó un túnel de la localidad de Jabalia con la intención de asesinar a Ahmed Ghandour, líder de la brigada de Gaza del Norte de Hamás. Ese mismo bombardeo mató también a tres rehenes israelíes, dos soldados de diecinueve años y una civil de veintiocho. Según el informe forense, los tres rehenes murieron por la inhalación de gases tóxicos. El ejército israelí se negó a revelar esta información a las familias de las víctimas durante seis meses.[4][37]

- 15 de diciembre de 2023, tres rehenes israelíes que habían logrado escapar e iban semidesnudos y con una bandera blanca fueron abatidos por las propias tropas israelíes.[38]

- 29 de diciembre de 2023, las negociaciones para el intercambio de prisioneros continuaron, Israel propuso una tregua, la retirada parcial de sus tropas y la entrada masiva de ayuda humanitaria a cambio de un intercambio de rehenes, si bien Hamás y la Yihad Islámica se negaron a seguir liberando rehenes hasta que se diese el cese definitivo de las hostilidades.[39]

- 15 de enero de 2024, Hamás anunció la muerte de dos rehenes israelíes por ataques de la aviación israelí, algo que el ejército de este país negó.[40] Catar anunció ese mismo día un acuerdo que implicaba la entrada de más medicinas en la Franja de Gaza, tanto para la población civil como para los rehenes.[41]

- 6 de febrero de 2024, Hamás propuso alto el fuego que implicaría tres fases de 45 días cada una, en las que se intercambiarían a los rehenes israelíes por presos palestinos, se retiraría el ejército israelí de la Franja, se iniciaría el proceso de reconstrucción y se intercambiarían los restos mortales de los combatientes de cada bando.[42]

- Febrero de 2024, la aviación israelí bombardeó con gases tóxicos un túnel con seis rehenes israelíes: Yageb Buchshtab, Yoram Metzger, Nadav Popplewell, Alex Dancyg, Haim Peri y Avraham Munder. Cuando el túnel comenzó a llenarse de gases, sus captores los ejecutaron antes de morir ellos mismos asfixiados.[32]

- 11 de febrero de 2024, las Brigadas de Ezzeldin Al-Qassam informaron que dos rehenes israelíes habían muerto y otros ocho habían resultado heridos de gravedad debido a los bombardeos israelíes contra Rafah.[43]

- 12 de febrero de 2024, una operación especial israelí en Rafah se saldó con el rescate de dos rehenes y la muerte de 74 palestinos por los bombardeos usados como cobertura. Hamás anunció que tres de los ocho rehenes heridos el día anterior en un bombardeo israelí habían muerto.[44]

- 1 de marzo de 2024, los anuncios de rehenes muertos por ataques israelíes continuaron durante los meses siguientes. Hamás anunció que siete rehenes habían muerto por los distintos bombardeos israelíes de los días previos.[45]

- 6 de abril de 2024, una operación especial de las tropas israelíes recuperó los restos mortales de uno de los rehenes que había estado cautivo de la Yihad Islámica Palestina. La hermana del fallecido culpó a las autoridades israelíes de su muerte por negarse a realizar intercambios de prisioneros.[46]

- 24 de mayo de 2024, otros tres cadáveres fueron recuperados por el ejército israelí el 24 de mayo en el norte de la Franja de Gaza.[47]

- 8 de junio de 2024, el Yamam liberó a cuatro rehenes en una operación especial en el campamento de Nuseirat que también mató a 274 personas e hirió a unas 700. Un soldado israelí murió en el rescate, que también causó la muerte de otros tres rehenes, según declaró Abu Obaida, portavoz de Hamás.[48][49][50][51][52] Los cuatro rehenes rescatados fueron Noa Argamani, Shlomi Ziv, Almog Meir Jan y Andrey Kozlov, quienes permanecían secuestrados en casa de  Abdallah Aljamal —un civil que trabajó como portavoz del Ministerio de Trabajo y periodista colaborador habitual del Palestinian Chronicle— en la zona del campo de refugiados de Nuseirat en la Franja de Gaza, lo que se conoció como Operación Arnon.[53][54][55][56]

- 14 de junio de 2024, un portavoz de Hamás declaró que, debido a los combates, se desconocía cuántos de los cerca de 120 rehenes que todavía mantenía en su poder estaban aún vivos.[57]

- 18 de junio de 2024, uno de los principales negociadores israelíes manifestó su certeza de que docenas de rehenes estaban aún vivos en el interior de la Franja, pero pidió que se acelerasen las negociaciones para su liberación porque, en caso de dejarlos allí durante mucho más tiempo, morirían.[58]

- 12 de agosto de 2024, un rehén israelí fue asesinado por su captor después de que este «recibiese noticias de la muerte de sus dos hijos en una de las masacres del enemigo». Otros dos rehenes resultaron heridos graves por sus captores en un incidente separado.[59]

- 27 de agosto de 2024, un rehén israelí de origen beduino logró escapar de un túnel y llegar a donde se encontraban las tropas israelíes, si bien Hamás afirmó que lo había liberado voluntariamente. A esas alturas, el ejército israelí había liberado en diversas operaciones a ocho rehenes, mientras que 108 seguían aún en la Franja de Gaza, cuarenta de ellos considerados muertos por las autoridades israelíes.[60][37]

- 31 de agosto de 2024, tras la recuperación del rehén beduino, el ejército israelí detuvo su avance temiendo que la presencia de las tropas desencadenase las ejecuciones de los rehenes. Sin embargo, tras un día de pausa, se decidió dar prioridad a la captura de Yahya Sinwar sobre la seguridad de los rehenes y se continuó con el avance. Tres días después, el ejército israelí recuperó los cadáveres de seis rehenes en un túnel bajo la ciudad de Jan Yunis. Las primeras pruebas forenses indicaban que habían sido ejecutados ante la inminente llegada de las tropas israelíes. Tres de ellos habían sido seleccionados para ser liberados en el intercambio de rehenes por presos que se estaba negociando en ese momento.[37][61]

- 21 de octubre de 2024, las Brigadas de Ezzeldin Al-Qassam, brazo armado de Hamás, anunció la muerte «bajo circunstancias misteriosas» de uno de los israelíes secuestrados en una de las zonas de combate, también manifestaron que «las circunstancias del incidente están siendo investigadas» y que «No vamos a publicar el nombre del prisionero muerto por motivos de seguridad».[62]

- 23 de noviembre de 2024, Hamás anunció la muerte de una rehén israelí en el norte de Gaza a causa de un ataque israelí que también causó heridas gravísimas a otra cautiva israelí.[63]

- 2 de noviembre de 2024, Hamás aseguró que al menos 33 rehenes israelíes de los 250 que capturó el 7 de octubre habían fallecido víctimas de las políticas del «criminal» Netanyahu, y los bombardeos de su «Ejército fascista» sobre territorio palestino. Se cree que un centenar de personas siguen aún secuestradas por Hamás y escondidas en túneles en la Franja de Gaza.[64]

- 10 de enero de 2025, el ejército israelí confirmó que había recuperado de un túnel de Rafah los cadáveres de dos rehenes que se encontraban junto a los cuerpos de sus dos captores.[65]

- 19 de enero de 2025, con el alto el fuego ya en vigor, tres mujeres civiles israelíes fueron liberadas por Hamás y trasladadas a Israel con la mediación de la Cruz Roja. Las rehenes liberadas ese día fueron Doron Steinbrecher, de 31 años, Emily Damari, de 28, y Romi Gonen, de 24, y las tres fueron llevadas inmediatamente al hospital.[66]

- 25 de enero de 2025, cuatro soldados israelíes que habían sido capturadas durante la toma de la base militar de Nahal Oz fueron liberadas a cambio de 200 presos palestinos. Se trataba de Karina Ariev, Daniella Gilboa, Naama Levy y Liri Albag, todas ellas con veinte años menos Albag, que tenía diecinueve.[67]

- 8 de febrero de 2025, Hamás liberó a tres rehenes israelíes, Or Levi, Eli Sharabi y Ohad Ben Ami, tres varones de 34, 52 y 56 años, respectivamente, capturados durante los ataques del 7 de octubre de 2023. Todos ellos fueron entregados a la Cruz Roja tras una ceremonia realizada esta vez en la céntrica localidad gazatí de Deir al-Balah. Posteriormente la Cruz Roja los trasladó a puesto militar israelí, donde fueron sometidos a una evaluación médica. Según las autoridades médicas israelíes, los rehenes sufrían malnutrición grave y pérdida de peso.[68]

- 15 de febrero de 2025, Hamás  liberó a tres rehenes israelíes, Alexander (Sasha) Troufanov, Sagui Dekel-Chen e Iair Horn, tres varones de 29, 36 y 46 años, respectivamente, capturados durante los ataques del 7 de octubre de 2023. A diferencia de los anteriores, estos se encontraban en buenas condiciones.[69] En este intercambio, el grupo palestino mostró una pancarta con el lema «No emigración, excepto a Jerusalén». Por su parte, Israel liberó a 369 presos palestinos. [70] Los prisioneros palestinos fueron liberados con sudaderas proporcionadas por el Servicio de Prisiones de Israel que decían en árabe «No olvidaremos ni perdonaremos» junto con la Estrella de David.[71]

- 20 de febrero de 2025, Hamás entregó los cadáveres de tres rehenes: Ariel, de 4 años, Kfir, de 9 meses, y Oded Lifshitz, de 83 años. [72] Además, se entregó otro cuerpo que se hizo pasar por el de Shiri Bibas de 32 años, la madre de los dos niños, acusando Israel a Hamás de violar el acuerdo de alto el fuego. El padre de la familia, Yardén Bibas, también fue secuestrado en los ataques del 7 de octubre, pero liberado con vida anteriormente.[73]

- 21 de febrero de 2025, tras las reclamaciones israelíes, Hamás entrega el cadáver de la rehén Shiri Bibas, argumentando que se había mezclado con otros restos humanos tras un bombardeo israelí.[74]

- 22 de febrero de 2025, Hamás liberó a cuatro rehenes secuestrados el 7 de octubre: Omer Shem-Tov de 22 años, Eliya Cohen de 27 años y Omer Wenkert de 23 años, raptados en la masacra del festival de Reim, y Tal Shoham de 40 años, en el ataque a Be´eri. Junto a ellos, también fueron liberados Avera Mengistu e Hisham al-Sayed, retenidos en 2014 y 2015.[75] Por su parte, Israel se negó a cumplir su parte del acuerdo y mantuvo presos a los más de seiscientos palestinos que deberían haber sido liberados ese día, poniendo en duda la continuidad del intercambio de presos por rehenes.[76]

- 26 de febrero de 2025, Hamás entregó los cadáveres de cuatro rehenes: Itzik Elgarat, de 70 años; Ohad Yahalomi, de 50; Shlomo Mansur, de 85; y Tsahi Idan, de 50. A cambio, Israel liberó a 641 presos palestinos.[77] Terminaba así la primera fase del acuerdo del alto el fuego.[78]

- El 12 de mayo de 2025, Hamás liberó al soldado estadonidense-israelí, Edan Alexander, en Gaza. Hamás recalcó que su liberación se produjo gracias a negociaciones directas entre la organización palestina y Estados Unidos, sin que se produjera ninguna intervención israelí.[79]

- El 30 de mayo de 2025, un artículo del diario israelí Haaretz expuso que la aviación israelí había puesto en riesgo la vida de al menos 54 rehenes y matado o causado la muerte de veinte de ellos a lo largo de la guerra. Entre los rehenes muertos por ataques israelíes se cuenta Yossi Sharabi, fallecido cuando el edificio en el que se encontraba se vino abajo por un misil israelí. En febrero de 2024, la aviación israelí bombardeó con gases tóxicos un túnel en Jan Yunis en el que se encontraban seis rehenes israelíes: Yageb Buchshtab, Yoram Metzger, Nadav Popplewell, Alex Dancyg, Haim Peri y Avraham Munder. Cuando el túnel comenzó a llenarse de dichos gases, sus captores los ejecutaron antes de morir ellos mismos asfixiados. El ejército israelí reconoció que los rehenes habrían muerto gaseados de no haber sido ejecutados previamente. Esos mismos gases mataron meses antes a los rehenes Nik Beizer, Ron Sherman y Elia Toledano durante un bombardeo en noviembre de 2023 contra el comandante de la brigada norte de Hamás, Ahmed Randour.[32]

- El 5 de junio de 2025, Netanyahu, anunció la recuperación, en el área de Jan Yunis, en el sur de la Franja de Gaza, de los cadáveres de dos ciudadanos israelíes que murieron en el ataque de Hamás contra el kibutz Nir Oz el 7 de octubre de 2023.[80]
- El 6 de junio, las FDI recuperan el cuerpo del tailandés Pinta Nattapong. El anuncio se produjo al día siguiente. En él, Israel declaró que cree que Nattapong «fue secuestrado vivo y asesinado en cautiverio».[81]
- El 11 de junio, las FDI recuperan los cuerpos de los rehenes israelíes Yair Yaakov y otro hombre, que fueron secuestrados y asesinados el 7 de octubre de 2023.[82]
- El 22 de junio, Israel recuperó los restos de los rehenes Ofra Keidar, Jonathan Samerano y Shay Levinson en Gaza.[83]

- Varios rehenes liberados denunciaron que estuvieron muy cerca de morir por los bombardeos israelíes. En el mismo ataque en el que murió Sharabi, otros dos rehenes israelíes que se encontraban con él, Noa Argamani e Itay Svirsky, tuvieron que ser rescatados de los escombros. En el caso de Edan Alexander, la aviación israelí bombardeó el túnel en el que se encontraba y, según sus palabras, «tuvimos que salir cavando de allí antes de que todo se nos cayese encima». Ori Megidish contó que el edificio en el que se encontraba fue bombardeado por el ejército israelí y se vino abajo, resultando herida. Naama Levy denunció que un ataque israelí destruyó la parte del edificio en el que se encontraba, pero pudo agarrarse a uno de sus muros y no caer al vacío. Iair Horn describió cómo un ataque aéreo israelí impactó a milímetros de donde se encontraban, tras lo que sus captores los sacaron corriendo mientras el techo se agrietaba y el túnel se llenaba de gases tóxicos. Gadi Moses describió cómo toda la casa en la que se encontraba tembló por un bombardeo israelí y cómo quedó completamente cubierto de polvo y cristales. A Keith Siegel, un ataque contra un edificio anejo al que se encontraba lo tiró al suelo, tras lo que fue trasladado por sus captores a un lugar más seguro.[32]

## Respuesta
El domingo 8 de octubre por la tarde, las familias de los secuestrados y desaparecidos celebraron una conferencia de prensa, exigiendo que el gobierno iniciase conversaciones continuas con las familias y llevase a cabo una operación para traer a los secuestrados a casa, designase a alguien para mantener un contacto continuo con las familias de inmediato, además de involucrar al presidente turco Erdogan, al príncipe heredero saudita Mohammed bin Salman y al presidente egipcio El-Sisi para liberar a los cautivos. El gobierno designó a Gal Hirsch como responsable del asunto.
Mansour Abbas, jefe del partido Ra'am, afirmó en una entrevista con Kan 11 que pedían «a los dirigentes de todas las facciones palestinas que demuestren una posición moral humana que refleje los valores del Islam y que liberen inmediatamente a todos los secuestrados y rehenes y a los prisioneros de guerra».
Como parte de la contraofensiva israelí, Israel implementó un «bloqueo total» de la franja de Gaza hasta que los rehenes fueran liberados. Este bloqueo completo de alimentos, bebida y combustible a la población civil de la Franja de Gaza ha sido uno de los principales argumentos en contra de Israel en su juicio por genocidio ante la Corte Internacional de Justicia.
En Israel han tenido lugar numerosas manifestaciones multitudinarias que reclaman al gobierno una nueva negociación que libere a los rehenes. Por su parte, el líder de Hamás en la Franja de Gaza, Yahya Sinwar, propuso al inicio de la guerra la liberación de todos los rehenes israelíes a cambio de la puesta en libertad de todos los presos palestinos en cárceles israelíes, pero Israel rechazó categóricamente la propuesta.

## Flotilla de la Libertad de Gaza de 2025
En la madrugada del 9 de junio de 2025, el ejército israelí abordó el Madleen, barco de bandera británica, donde se encontraba varios activistas que transportaban alimentos de primera necesidad y material médico. En una publicación en X la organización humanitaria escribió: «¡SOS! Los voluntarios de 'Madleen' fueron secuestrados por las fuerzas israelíes. ¡Presionen a sus ministerios de Asuntos Exteriores y ayúdennos a mantenerlos a salvo!» Entre los secuestrados se encontraban ciudadanos suecos, turcos, franceses, brasileños, españoles, neerlandeses y alemanes.